# Корнелијано д'Алба
Корнелијано д'Алба (итал. Corneliano d'Alba) је насеље у Италији у округу Кунео, региону Пијемонт.
Према процени из 2011. у насељу је живело 1692 становника. Насеље се налази на надморској висини од 209 м.

## Становништво
| 1936. | 1951. | 1961. | 1971. | 1981. | 1991. | 2001. | 2011. |
| ----- | ----- | ----- | ----- | ----- | ----- | ----- | ----- |
| 2.391 | 1.995 | 1.766 | 1.851 | 1.773 | 1.845 | 1.889 | 2.037 |